# 607 Jenny
607 Jenny eller 1906 VC är en asteroid i huvudbältet, som upptäcktes 18 september 1906 av den tyska astronomen August Kopff i Heidelberg. Den har fått sitt namn efter Jenny Adolfine Kessler, en vän till upptäckaren. Hon fick även asteroiden 608 Adolfine uppkallad efter sig.
Asteroiden har en diameter på ungefär 67 kilometer.